# أوزوالد الأرنب المحظوظ
أوزوالد الأرنب المحظوظ (المعروف أيضًا باسم أوزوالد الأرنب، وأوزي   ) هو شخصية رسوم متحركة تم إنشاؤها في عام 1927 بواسطة والت ديزني وأوب إيوركس لشركة يونيفرسال بيكتشرز . قام ببطولة العديد من أفلام الرسوم المتحركة القصيرة التي صدرت في دور العرض من عام 1927 حتى عام 1938. تم إنتاج سبعة وعشرين فيلمًا قصيرًا متحركًا عن أوزوالد في استوديوهات والت ديزني .  بعد استيلاء شركة يونيفرسال بيكتشرز على شخصية أوزوالد في عام 1928، أنشأ والت ديزني شخصية جديدة مشابهة في المظهر لأوزوالد كبديلوهو ميكي ماوس ، الذي أصبح فيما بعد شخصية الرسوم المتحركة الأكثر شهرة في العالم.
في عام 2003، قدمت شركة Buena Vista Games (ديزني إنترأكتيف ستوديوز حاليًّا) فكرة لعبة فيديو تتناول موضوع أوزوالد إلى رئيس شركة ديزني آنذاك والرئيس التنفيذي المستقبلي بوب إيجر ، والذي أصبح ملتزمًا بالحصول على حقوق أوزوالد. في عام 2006، استحوذت شركة والت ديزني على العلامة التجارية أوزوالد.
عاد أوزوالد في لعبة الفيديو إيبك ميكي من إنتاج شركة ديزني عام 2010. تدور أحداث اللعبة حول قصة خيالية موازية لتاريخ أوزوالد في العالم الحقيقي، حيث تتناول مشاعر الهجران التي يشعر بها الشخصية من قبل ديزني والحسد تجاه ميكي ماوس. وقد ظهر منذ ذلك الحين في حدائق ديزني الترفيهية Disney Land والقصص المصورة ، بالإضافة إلى لعبتين تابعتين، Epic Mickey 2: The Power of Two و Epic Mickey: Power of Illusion . قام أوزوالد بأول ظهور له في إنتاج رسوم متحركة منذ 85 عامًا من خلال ظهوره القصير في الفيلم الرسوم المتحركة القصير احصل على حصان! لعام 2013. كان موضوع الفيلم الروائي الطويل لعام 2015 Walt Before Mickey . يظهر أوزوالد أيضًا بدور أحد سكان المدينة في فيلم Disney Infinity 2.0 . في عام 2022، ظهر أوزوالد في فيلم قصير جديد من إنتاج شركة ديزني.  كما ظهر أيضًا في فيلم كان يا مكان في الاستوديو .
في يناير 2023، انتهت حقوق الطبع والنشر على العديد من الأفلام القصيرة الأصلية لأوزوالد، بالإضافة إلى الشخصية. أصبحت هذه الأفلام والشخصيات الآن في المجال العام .  ستظهر الشخصية في فيلم Oswald: Down the Rabbit Hole ، وهو فيلم رعب قادم من إخراج Lilton Stewart III،  وبطولة ممثل الأداء الصوتي إيرني هدسون في دور الشخصية الرئيسية. 

## صفات

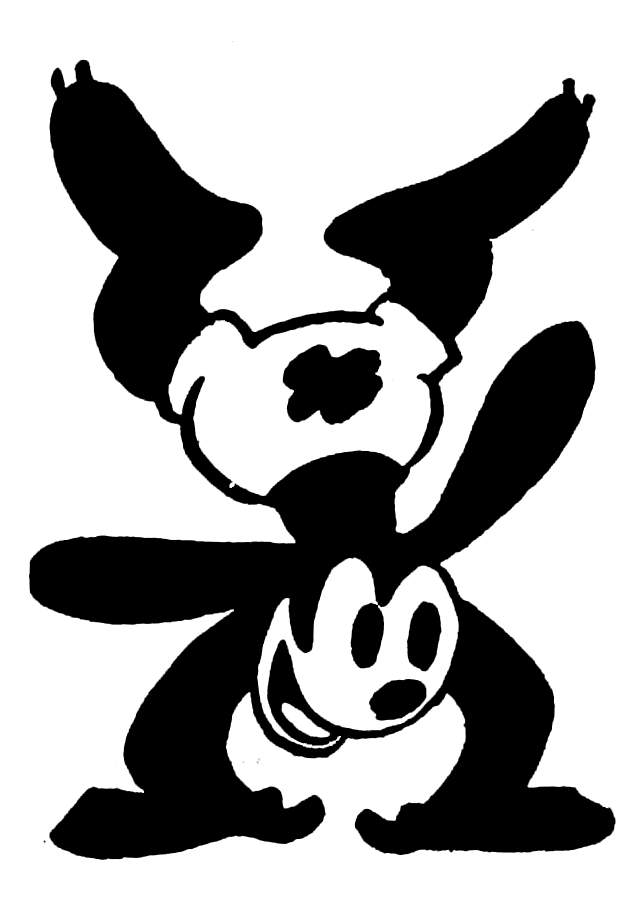
أوزوالد يقوم بحركة الوقوف على اليدين.

بينما كان أوزوالد تحت السيطرة الإبداعية لـديزني، كان أحد الشخصيات الكرتونية الأولى التي امتلكت شخصية.[بحاجة لمصدر] كما أوضح والت نفسه: "من الآن فصاعدًا سنهدف إلى جعل أوزوالد شخصية أصغر سنًا، ومغامرة، متيقظة، جريئة، نشيطة، مع الحفاظ على مظهره الأنيق المرتب".  في هذه الفترة، قال ديزني: "أريد أن تكون الشخصيات ذات معنى. لا أريدها أن تكون مجرد رسم".  ولم يقتصر الأمر على استخدام النكات فحسب، بل كان أسلوبه الفكاهي يختلف من حيث ما استخدمه لإضحاك الناس. لقد قدم الفكاهة الجسدية، واستغل المواقف لصالحه، كما قدم الفكاهة الظرفية بشكل عام والكوميديا المحبطة التي ظهرت بشكل أفضل في الفيلم الكرتوني البقرة الميكانيكية . كان يستخدم أطراف الحيوانات لحل المشاكل وحتى أطرافه الخاصة كأدوات دعائية ومزاح. يمكن سحقه كما لو كان مصنوعًا من المطاط ويمكنه تحويل أي شيء إلى أداة. كانت شخصيته المميزة مستوحاة من دوغلاس فيربانكس لموقفه الشجاع والمغامر كما ظهر في الفيلم الكرتوني القصير "يا له من فارس" .
من أجل جعل رسوم أوزوالد الكرتونية تبدو "حقيقية"، ابتعد ديزني عن أنماط القط فيليكس ، والمهرج كوكو ، وكريزي كات ، وجوليوس القط وبدأ في محاكاة زوايا الكاميرا والتأثيرات وتحرير الأفلام الحية. لتعلم كيفية بناء النكات على أساس الشخصية وكيفية بناء الروتين الكوميدي، بدلاً من تكديس نكتة تلو الأخرى، درس لوريل وهاردي، هارولد لويد، تشارلي شابلن، وباستر كيتون. من أجل إثارة المشاعر لدى الجمهور، قامت شركة ديزني بدراسة وتدقيق تأثيرات الظلال، والقطع المتقاطع، وإخراج الأحداث في الأفلام التي قام ببطولتها دوغلاس فيربانكس ولون تشاني . 
على مدار العديد من الرسوم المتحركة، عمل ديزني ورسامو الرسوم المتحركة على تطوير شخصية أوزوالد: "رجل حكيم عاطفي، سريع الحركة، يتسم بالحيوية والانزعاج بالتناوب". 

## تاريخ

### البداية
في عام 1927، وبسبب القيود الفنية والتكاليف، أنهى ديزني ورسام الرسوم المتحركة الرئيسي أوب إيوركس عملهما في فيلمي "كوميديا أليس" و "يوليوس القط" . في نفس الوقت تقريبًا، علم تشارلز مينتز أن شركة يونيفرسال بيكتشرز تريد الدخول في مجال الرسوم المتحركة، لذلك أخبر ديزني بإنشاء شخصية أرنب جديدة يمكنه بيعها إلى يونيفرسال، لأنه كان هناك الكثير من شخصيات القطط ( كرازي كات ، فيليكس القط، إلخ). بعد إنشاء أوزوالد، وقع وينكلر عقدًا مع يونيفرسال في 4 مارس من نفس العام، والذي من شأنه أن يضمن 26 فيلمًا كرتونيًا لأوزوالد الأرنب المحظوظ .    بدأ العمل على كل من الشخصية والمسلسل بعد وقت قصير من نقل ديزني لاستوديوهاته إلى شارع هايبريون. 
رفض رؤساء استوديو يونيفرسال أول فيلم كرتوني عن أوزوالد أبي المسكين بسبب جودة الإنتاج الرديئة والإهمال وعمر أوزوالد. أنتج ديزني بالتعاون مع إيوركس فيلمًا كرتونيًا ثانيًا بعنوان مشاكل عربة يظهر فيه أوزوالد وهو أصغر سنًا وأكثر أناقة. تم إطلاق الفيلم في 5 سبتمبر/أيلول 1927،  رسميًا للسلسلة وأثبت أنه أعظم نجاح لشركة يونيفرسال حتى اليوم. تم إصدار فيلم Poor Papa لاحقًا في عام 1928 وتم إعادة استخدام القصة في فيلم قصير لميكي ماوس بعد خمس سنوات، في Mickey's Nightmare .  أصبح أوزوالد الأرنب المحظوظ أول نجاح كبير لشركة يونيفرسال في عام 1927، منافسًا لشخصيات كرتونية شهيرة أخرى، مثل القط فيليكس والمهرج كوكو . 

### قصص مصورة

أوزوالد وأبناؤه البدلاء. بعد بضع سنوات على الشاشة، استقر أوزوالد على الظهور في الكتب المصورة.

كان أول ظهور لأوزوالد في القصص المصورة في سلسلة من القصص المصورة بعنوان "أوزوالد الأرنب" ، والتي استمرت من فبراير 1935 إلى يناير 1936. تم رسمها بواسطة آل ستال ونشرتها دار النشر الوطنية المتحالفة . تم نشر القصص المصورة على شكل صفحات متسلسلة في كل إصدار من مجلة New Fun والإصدار الأول من مجلة More Fun .

### استحواذ ديزني على حقوق الملكية الفكرية لأوزوالد

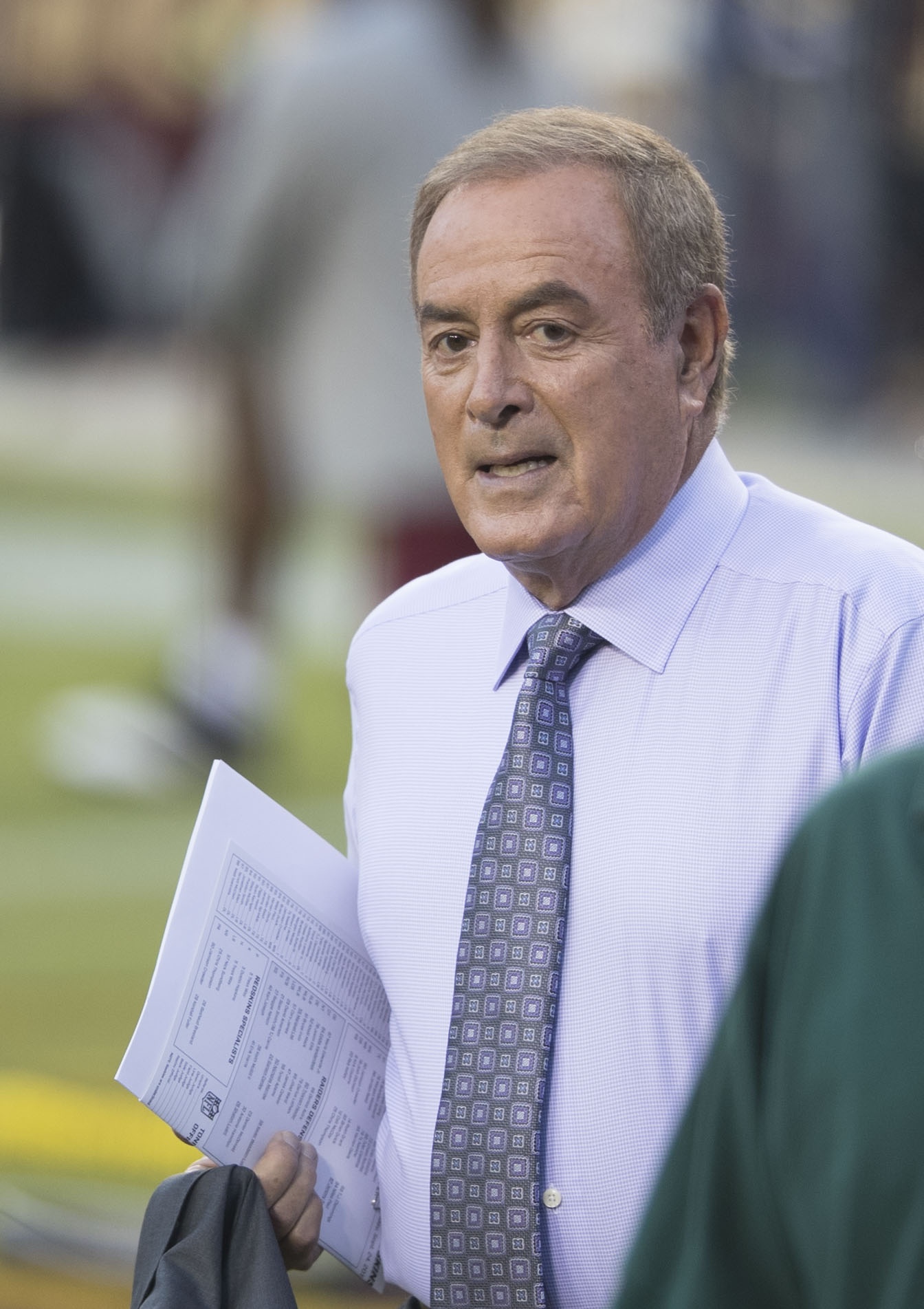
أقر آل مايكلز بأن مفاوضات عقده كانت ناجحة في استبداله بأوزوالد، وتحدث بشكل إيجابي عن الصفقة.

في فبراير/شباط 2006، أراد بوب إيجر عقد صفقة مع إن بي سي يونيفرسال حيث استحوذت شركة والت ديزني على عدد من الأصول البسيطة، بما في ذلك حقوق أوزوالد والأفلام القصيرة السبعة والعشرين التي عمل عليها والت ديزني، في مقابل إرسال المذيع الرياضي آل مايكلز من ABC وESPN التابعتين لشركة ديزني إلى NBC Sports في ذلك الوقت، فقدت ABC عقدها لحقوق بث الدوري الوطني لكرة القدم الأميركية، وعلى الرغم من توقيع عقد طويل الأجل مؤخرًا مع ESPN، كان مايكلز مهتمًا بالانضمام مجددًا إلى شريك البث جون مادن في NBC لحزمة ليلة الأحد. نقلت يونيفرسال العلامة التجارية للشخصية إلى شركة والت ديزني، وفي المقابل، أطلقت ديزني سراح مايكلز من عقد عمله، مما سمح له بالتوقيع مع NBC
عندما تم تعيين بوب إيجر كرئيس تنفيذي، أخبرني أنه يريد إعادة أوزوالد إلى ديزني، وأنا أقدر أنه رجل يفي بكلمته. سيكون وجود أوزوالد مرة أخرى ممتعًا للغاية.